# Pudding Mill Lane (Docklands Light Railway)
Pudding Mill Lane è una stazione della Docklands Light Railway (DLR) sita a Stratford nella Grande Londra. Si trova sulla diramazione di Stratford, tra quelle di Bow Church e Stratford ed è al confine tra la Travelcard Zone 2 e 3.

## Storia
I piani originali per la linea della DLR versto Stratford (aperta nel 1987) includevano un'opzione per costruire una stazione a Pudding Mill Lane. All'epoca non erano disponibili fondi sufficienti; ciò nonostante, furono riservati spazi per futuri sviluppi in due località, delle quali una era appunto Pudding Mill Lane, l'altra Langdon Park (aperta nel 2007).
La stazione venne aperta il 15 gennaio 1996 sulla strada omonima, un tempo parte dell'area industriale di Stratford, oggi trasformata in zona residenziale chiamata Pudding Mill Lane. In precedenza era stata un semplice punto di passaggio per i treni tra Stratford e Bow Church. La strada a sua volta prende nome dallo scomparso Pudding Mill River, un tributario minore del Fiume Lea. Si ritene che a sua volta il fiume abbia preso nome dal St. Thomas's Mill, un mulino ad acqua a forma di pudding e noto popolarmente come Pudding Mill.
Quando le banchine di tutte le altre stazioni sul ramo della DLR di Stratford furono estese per ospitare treni a tre carrozze, le banchine di Pudding Mill Lane rimasero a due carrozze, utilizzando l'apertura selettiva delle porte per i treni che fermavano nella stazione. Il mancato adeguamento fu dovuto al fatto che era già prevista la chiusura e ricostruzione dell'intera stazione.
Sebbene la stazione si trovi nelle vicinanze dell'Olympic Park, venne chiusa temporaneamente durante lo svolgimento dei Giochi della XXX Olimpiade per motivi di sicurezza, in quanto la stazione era troppo piccola per fare fronte al probabile elevato numero di passeggeri. Fu riaperta il 12 settembre 2012.
La stazione originale venne definitivamente chiusa il 17 aprile 2014 per consentire la costruzione di una rampa dal nuovo portale Crossrail sito nelle vicinanze. Il 28 aprile 2014 fu aperta l'attuale nuova stazione più grande, costruita a breve distanza a sud. La nuova stazione è una delle più grandi della rete della DLR ed è stata dimensionata per gestire l'afflusso dei tifosi diretti allo Stadio Olimpico di Londra, che dalla stagione 2016-2017 ospita gli incontri casalinghi della squadra di calcio del West Ham. La vecchia stazione è stata completamente demolita.

## Incidenti
Pudding Mill Lane ha subito un allagamento in seguito a piogge torrenziali il 25 luglio 2021.

## Galleria d'immagini

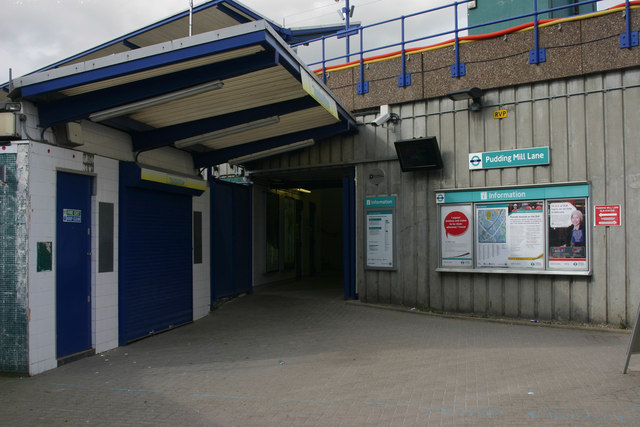
Ingresso della vecchia stazione
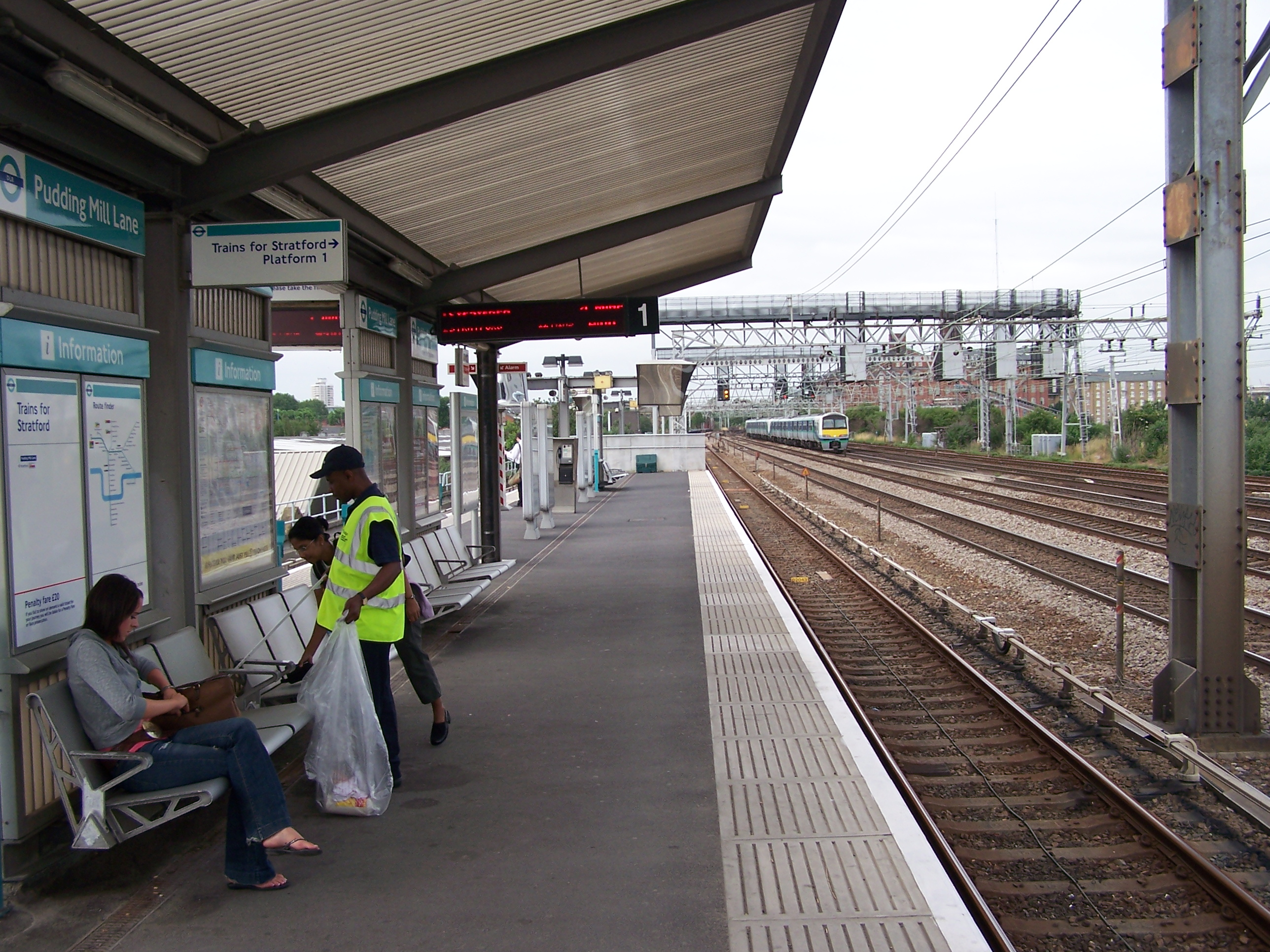
Piattaforma a isola nella stazione originale
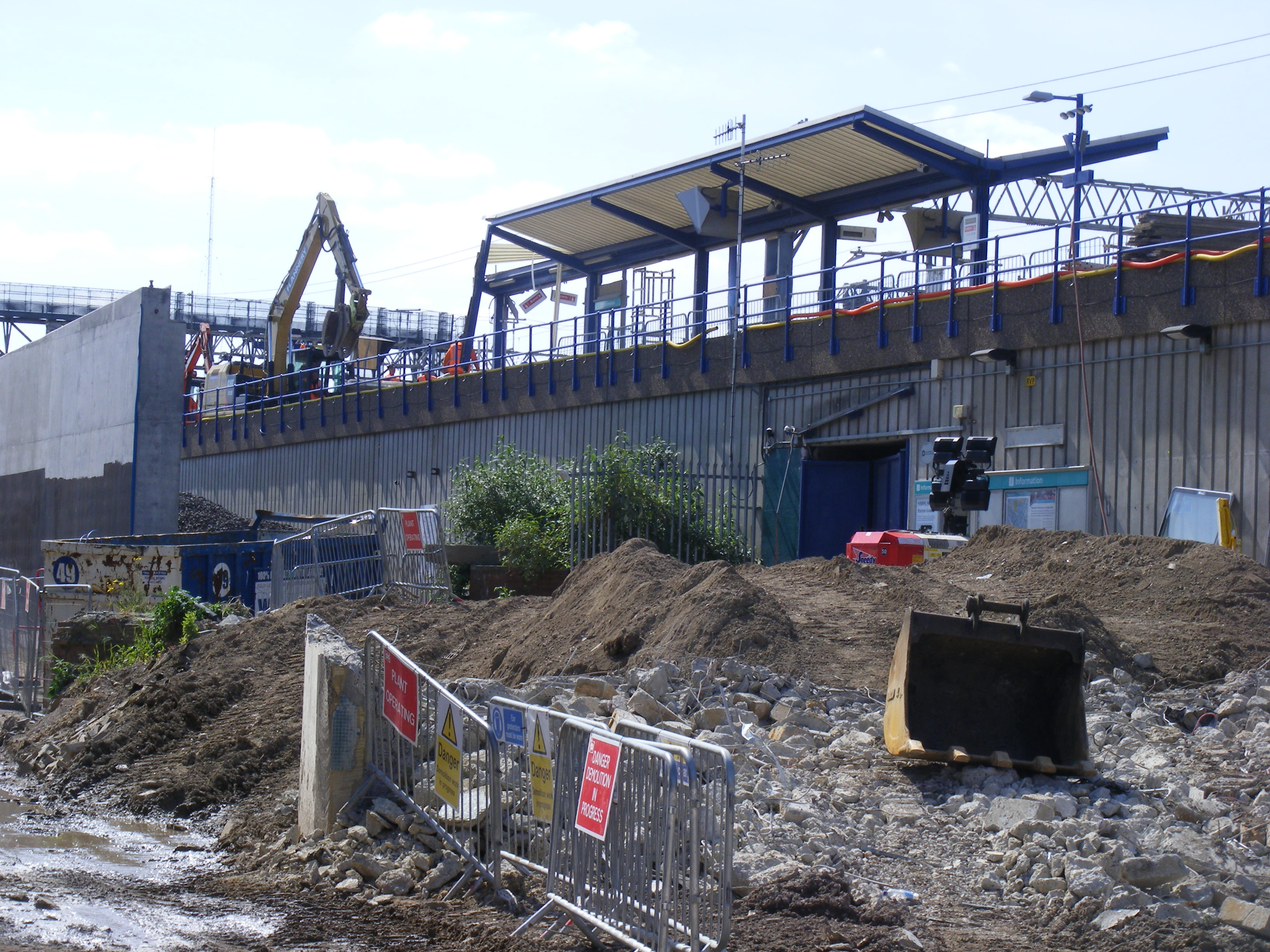
Lavori di demolizione della vecchia stazione
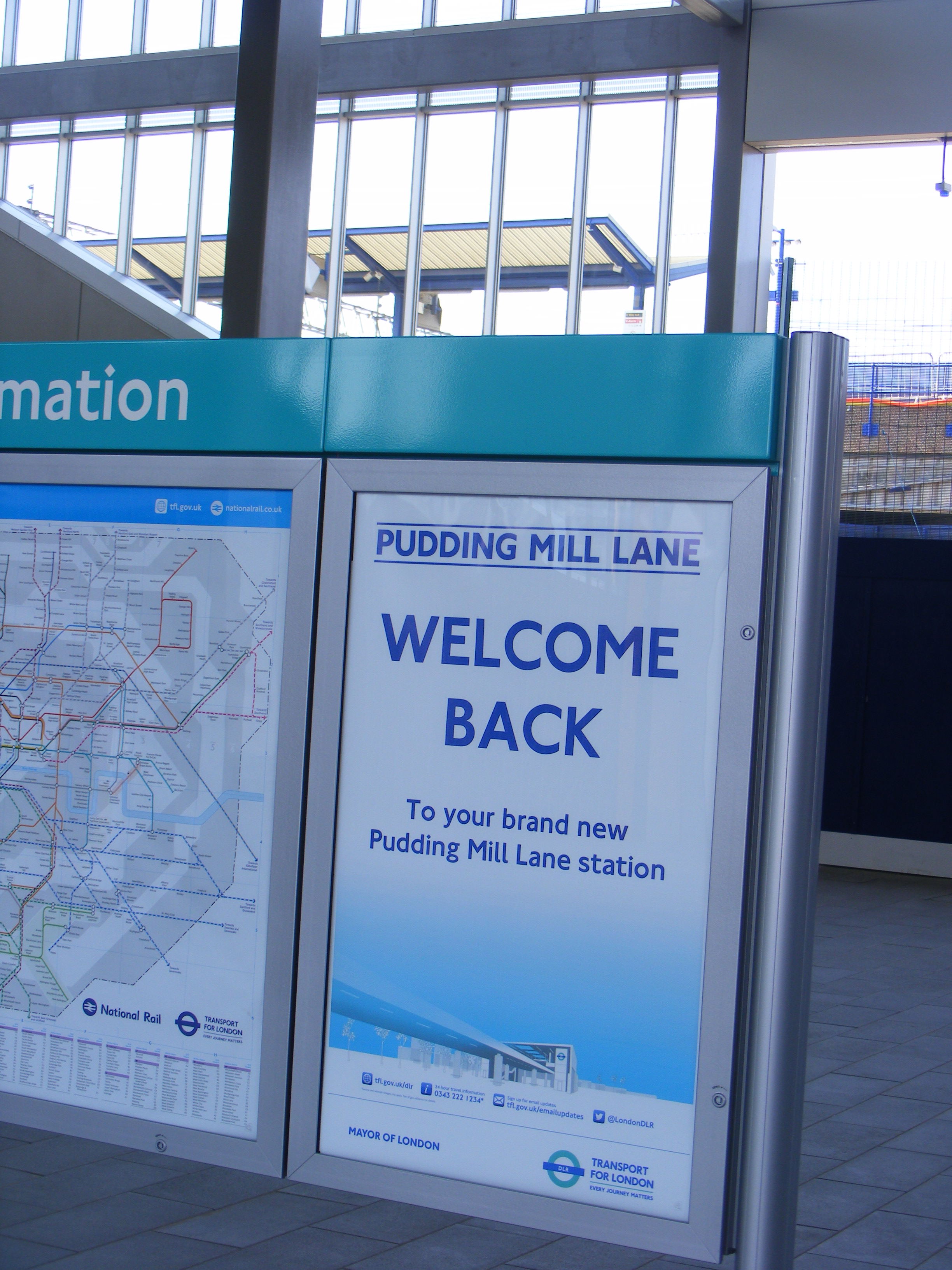
Apertura della nuova stazione
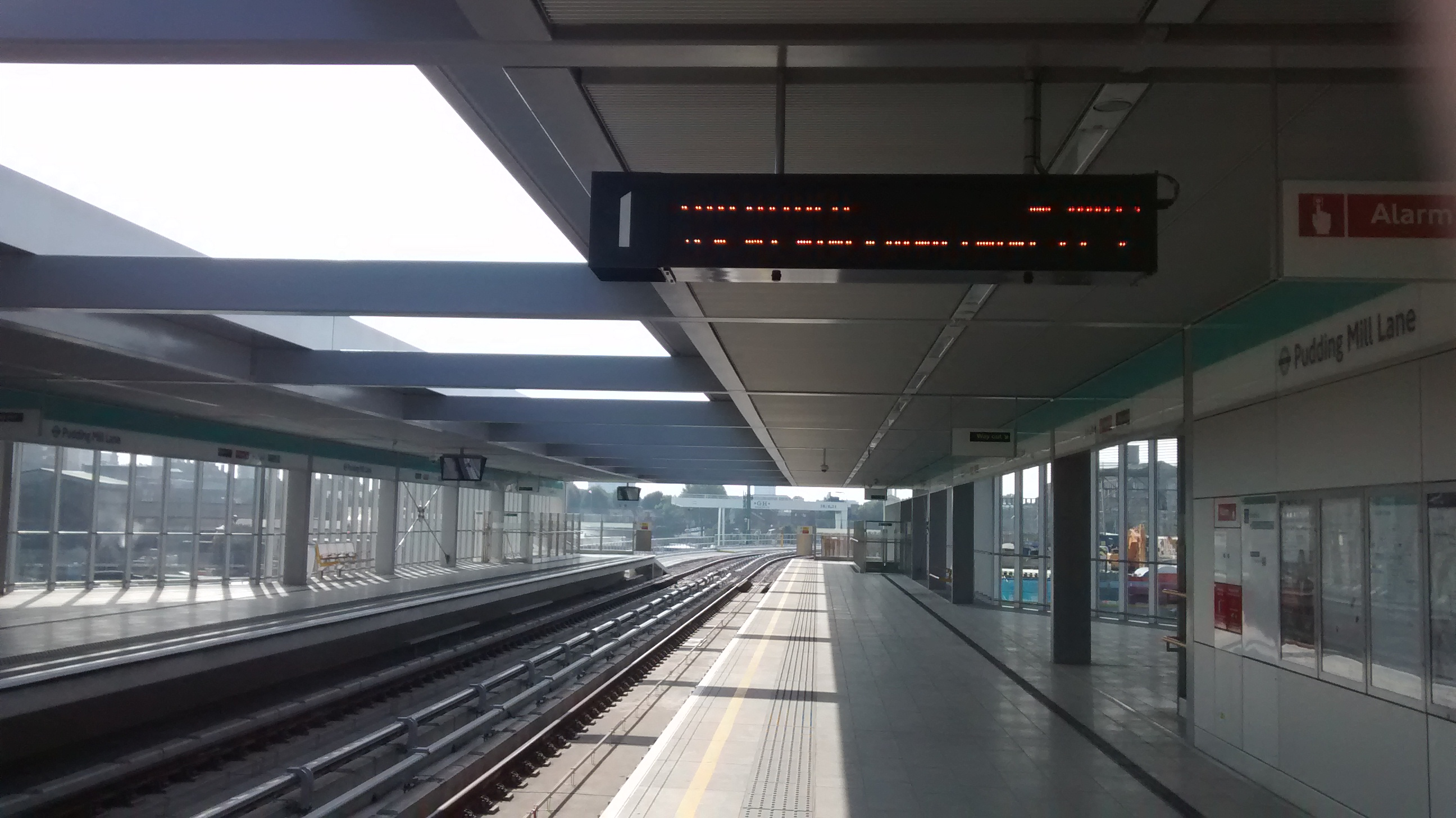
Piattaforme della nuova stazione